# Софрата
„Скално-култов комплекс Софрата“ се намира в началото на старопланинския проход при с.Веселиново (Област Шумен). Комплексът се състои от три скално-изсечени светилища, отделни оброчни камъни и три пещери при водопада, наричан от местното население Скока (природна забележителност, област Шумен). Към комплекса вероятно се отнася едно малко укрепено селище, чиито обитатели вероятно са охранявали прохода и може да се предполага, че каменоделска работа по изравняването на скалните тераси при светилищата е извършена от тях.

## Археологически проучвания
Проучванията на комплекса са проведени между 1994 г. и 1999 г. от интердисциплинарен екип специалисти с научен ръководител д-р Павлина Хр. Петрова, завеждащ отдел „Археология на Дирекция КИН – Шумен“ и членове инж. д-р Андрей Андреев и инж. д-р Юрий Дачев преподаватели от ВВУАПВО – гр. Шумен, д-р Димитър Колев и Веселина Колева астрофизици от "Националната Астрономическа Обсерватория Рожен". Техническата документация е изготвена от служителите на Дирекция КИН Бойчо Христов и Иван Иванов.

## Описание и особености
Най-голямото и сложно устроено скално светилище е известното в този район на Стара Планина е "Софрата на Вълчан войвода". Наименованието идва от много популярната легенда за прочутия войвода и неговите съкровища. Предполага се, че светилището е създадено от местните тракийски племена като едновременно с това е служело за астрономическа обсерватория.

## Датиране
Предполага се, че през първите векове на I хил. пр. Хр. (Желязната епоха), скалната тераса вече е функционирала като голямо открито светилище. В своеобразния център на скалата е изсечена структура оприличавана на пресечена пирамида. Върху горната му повърхност е моделирана полукръгла площадка с правоъгълно вкопаване, извън което извеждат канали издялани в скалата. До каналите в най-високата точка на полукръга по време на археологическото проучване е открито голямо количество пепел.

## Интерпретации
В подножието на пирамидата, върху източната ѝ страна обърната към изгрева, е запазен плитък релеф оприличаван на конска глава. Многогодишните наблюдения на Павлина Петрова показват връзката на този масив с наблюдения и регистриране на слънчевите изгреви срещу блока. В продължение на един месец след деня на есенното равноденствието (или един месец преди деня на пролетното равноденствие) масивът и конската глава са изцяло осветени в първите часове на утрото. В мита, познат още на Есхил, се казва: "Орфей смятал за най-великия от боговете Хелиос, когото започнал да нарича освен това още Аполон. Като се събуждал още през нощта, той сутрин се изкачвал на така наречената Пангейска планина и очаквал там изгрева на слънцето, за да види преди всички Хелиос".
В насипа на светилището е открита единствено фина пепел и никакви следи от животински кости, което намалява вероятността за кървави жертвоприношения. В произведенията на ранното тракийско изкуство, най-вече в торевтиката се появяват апликации с конски глави.
В непосредствена близост до наричания от Петрова „пирамидален олтар“, в най-високата част от скалната тераса е обособен чрез дълбоки жлебове овален сектор – т.нар. „софра“. По повърхността на това овално пространство се наблюдават многобройни вдълбани в скалата дупки с неправилна сферична форма и различни по размер. Във възрожденската легенда за „Софрата на Вълчан войвода“ по-големите вдлъбнатини са използвани от хайдутите, за да поставят там паниците си. Този сектор бележи най-високата точка от скалата. Поставените в дупките жалони, очертават направления, които съвпадат с ориентацията на важни канали от останалите сектори на светилището. Овалната плоча наподобяваща софра е своеобразен център, който свързва различните сектори на светилището. Много е вероятно, поради специфичната си форма, да е получила своето народно наименование „Софра“.

## Предания и легенди
Народната памет пази легендата за Вълчан войвода, който преди три столетия с четата си почивал и се хранел на голямата скална тераса, известна като „Софрата“, във Веселиновския проход. Четата му причаквала и нападала, минаващата по пътя в ниското хазна със заплати за служители на Османската империя. Заграбеното злато криел някъде в околността.

## Съвременно състояние
Древният скално-култов комплекс влиза в маршрута на изградената еко пътека (с дължина около 8 km), която включва: Водопадът „Скока“, Пещерата „Сарая“, водопад „Малкият скок“ и местността „Софрата“.